# Anna Tsing

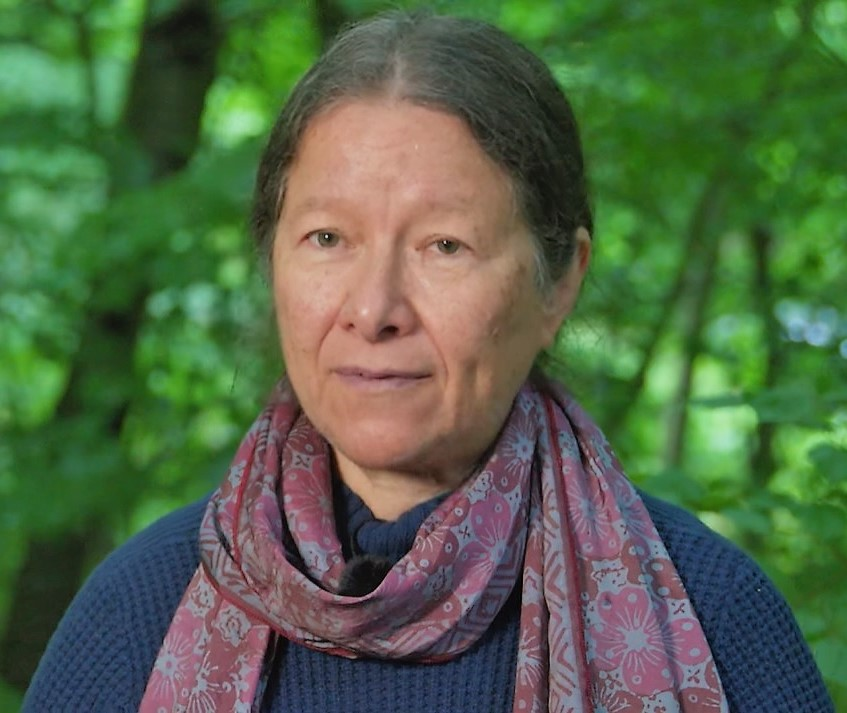
Anna Lowenhaupt Tsing (2022)

Anna Lowenhaupt Tsing (* 1952) ist eine US-amerikanische Anthropologin. Sie ist Professorin am Fachbereich Anthropologie der University of California, Santa Cruz.

## Leben
Tsing erwarb einen Bachelor-Abschluss an der Yale University, ihren M.A. (1976) und ihren Ph.D. (1984) an der Stanford University. Nach ihrer Promotion arbeitete sie als Gastprofessorin an der University of Colorado, Boulder (1984–86) und als Assistenzprofessorin an der University of Massachusetts, Amherst (1986–89). Danach wechselte sie zur UC Santa Cruz.
Tsing veröffentlichte zahlreiche Fachartikel. Sie erhielt 2010 ein Guggenheim-Stipendium für ihr Projekt On the Circulation of Species: The Persistence of Diversity, eine Ethnographie des Matsutake-Pilzes.
Im Jahr 2013 erhielt Tsing die Niels-Bohr-Professur an der Universität Aarhus in Dänemark und wurde Leiterin des Projekts AURA: Aarhus University Research on the Anthropocene an der Universität Aarhus.
Sie ist Mitglied der American Anthropological Association, der American Ethnological Society und der Association for Asian Studies.
Gemeinsam mit der Wissenschaftlerin Donna J. Haraway prägte Tsing den Begriff des „Plantagenozäns“ als Alternative zum Anthropozän, welches die Aktivitäten des Menschen in den Mittelpunkt der Transformation des Planeten und deren negative Auswirkungen auf Landnutzung, Ökosysteme, Biodiversität und Artensterben stellt. Tsing und Haraway weisen darauf hin, dass nicht alle Menschen gleichermaßen zu den ökologischen Herausforderungen unseres Planeten beitragen. Sie datieren die Entstehung des Anthropozäns auf den Beginn des Kolonialismus auf dem amerikanischen Kontinent in der frühen Neuzeit und beleuchten die gewaltsame Geschichte dahinter, indem sie sich auf die Geschichte der Plantagen konzentrieren.

## Ehrungen und Auszeichnungen
- 1994: Henry J. Benda Prize für In the Realm of the Diamond Queen
- 2005: Auszeichnung von der American Ethnological Society für Friction: An Ethnography of Global Connection[2]
- 2018: Huxley Memorial Medal des Royal Anthropological Institute.[4]
- 2021: Ehrendoktorwürde der Universität Lüttich[5]
- 2025: John Desmond Bernal Prize

## Werke (Auswahl)
- In the Realm of the Diamond Queen: Marginality in an Out-of-the-way Place (1993)
- Friction: An Ethnography of Global Connection (2004)
  - Deutschsprachige Ausgabe: Friktionen. Eine Ethnografie globaler Verflechtungen. Matthes & Seitz, Berlin 2025.
- The Mushroom at the End of the World: On the Possibility of Life in Capitalist Ruins (2015)
  - Deutschsprachige Ausgabe: Der Pilz am Ende der Welt. Über das Lebens in den Ruinen des Kapitalismus. Matthes & Seitz, Berlin 2018.